# Szewele (Widowo)
Szewele – kolonia wsi Widowo w Polsce położona w województwie podlaskim, w powiecie bielskim, w gminie Bielsk Podlaski.
W latach 1975–1998 miejscowość administracyjnie należała do województwa białostockiego.
Prawosławni mieszkańcy kolonii należą do  parafii Kaspierowskiej Ikony Matki Bożej w Widowie.